# Hilarographa spermatodesma
Hilarographa spermatodesma es una especie de polilla de la familia Tortricidae.
Fue descrita científicamente por Diakonoff en 1955.